# Championnat National 1 A 1994/95
Die Saison 1994/95 des Championnat National 1 A war die 21. Ausspielung der französischen Frauenfußballmeisterschaft seit der offiziellen Anerkennung des Frauenfußballs durch die FFF, den Fußballverband Frankreichs, im Jahr 1970 und der ersten Austragung in der Saison 1974/75. Als Championnat National 1 A wurde von 1992 bis 2002 die landesweite höchste Liga bezeichnet.
Die Vorjahresmeisterinnen des Juvisy FCF konnten ihren Titel nicht verteidigen und wechselten sich erneut mit dem FC Lyon ab, wie es bereits seit 1990/91 jährlich der Fall gewesen war. Für die Frauen aus Lyon war dies ihre dritte französische Meisterschaft.

## Qualifikation und Austragungsmodus
Für die Teilnahmeberechtigung wurde ausschließlich das Abschneiden der Frauschaften in der Vorsaison berücksichtigt. Es qualifizierten sich die Teams, die darin einen der ersten neun Plätze belegt hatten, sowie drei Aufsteiger aus dem Championnat National 1 B, der zweiten Liga. Somit spielten in dieser Ligasaison folgende Frauschaften um den Titel:
- aus dem Nordosten: FCF Hénin-Beaumont, ASPTT Strasbourg
- aus dem Zentrum: Titelverteidiger Juvisy FCF, Aufsteiger US Orléans, Aufsteiger Paris Saint-Germain FC, JS Poissy, VGA Saint-Maur
- aus dem Westen: FCF Condé-sur-Noireau, ASJ Soyaux, Chaffoteaux Sports Saint-Brieuc
- aus dem Süden: FC Lyon, Aufsteiger Toulouse Olympique Aérospatial Club

Die Meisterschaft wurde in einer doppelten Punkterunde entschieden, in der jeder Verein in Heim- und Auswärtsspiel gegen jeden anderen antrat. Es galt zum letzten Mal die Zwei-Punkte-Regel, an deren Stelle 1995/96 die Drei-Punkte-Regel treten sollte; bei Punktgleichheit gab zunächst der direkte Vergleich und anschließend gegebenenfalls die bessere Gesamt-Tordifferenz den Ausschlag. Am Ende der Saison mussten die drei Tabellenletzten absteigen und wurden für die kommende Spielzeit durch die Gruppensieger der drei zweitklassigen Spielstaffeln ersetzt.

## Ergebnisse, Tabelle und Saisonverlauf
Die Resultate der Heimspiele lassen sich in der Kreuztabelle jeweils in der waagerechten Zeile, diejenigen der Auswärtsspiele in der senkrechten Spalte ablesen.
|                       | FCF Con | FCF H-B | FCF Juv | FC Lyo | US Orl | SG Par | JS Poi | ASJ Soy | CS StB | VGA StM | ASP Str | OAC Tou |
| FCF Condé-sur-Noireau |         | 0:4     | 0:10    | 0:4    | 3:0    | 0:0    | 1:2    | 0:6     | 0:5    | 1:3     | 0:5     | 1:5     |
| FCF Hénin-Beaumont    | 2:1     |         | 0:1     | 1:2    | 1:1    | 9:1    | 6:0    | 1:2     | 0:0    | 4:0     | 2:0     | 3:3     |
| Juvisy FCF            | 11:0    | 3:0     |         | 2:3    | 5:0    | 2:1    | 5:1    | 2:2     | 1:1    | 0:1     | 3:1     | 1:3     |
| FC Lyon               | 8:0     | 6:1     | 0:0     |        | 6:0    | 5:0    | 2:1    | 2:3     | 0:1    | 1:0     | 0:0     | 1:1     |
| US Orléans            | 3:3     | 0:3     | 1:3     | 1:3    |        | 1:2    | 2:2    | 1:1     | 1:4    | 0:2     | 3:0 a   | 0:7     |
| Paris Saint-Germain   | 4:2     | 0:4     | 0:1     | 1:3    | 0:3    |        | 0:2    | 0:2     | 0:0    | 1:5     | 0:6     | 0:1     |
| JS Poissy             | 2:3     | 0:2     | 0:6     | 2:0    | 2:0    | 3:1    |        | 1:3     | 1:3    | 0:0     | 0:2     | 0:2     |
| ASJ Soyaux            | 2:2     | 1:1     | 0:4     | 0:5    | 3:1    | 4:0    | 3:0    |         | 3:0    | 0:1     | 1:1     | 3:2     |
| CS Saint-Brieuc       | 9:0     | 1:3     | 0:5     | 1:1    | 7:2    | 7:2    | 4:1    | 4:1     |        | 1:0     | 1:3     | 0:1     |
| VGA Saint-Maur        | 5:0     | 0:1     | 0:0     | 0:1    | 0:1    | 4:2    | 3:0    | 1:0     | 0:2    |         | 1:1     | 0:1     |
| ASPTT Strasbourg      | 10:0    | 0:4     | 2:3     | 0:4    | 1:2    | 7:0    | 2:2    | 1:1     | 0:1    | 1:2     |         | 0:1     |
| Toulouse OAC          | 7:0     | 2:2     | 2:0     | 0:3    | 3:1    | 6:1    | 1:1    | 0:1     | 1:2    | 4:1     | 2:0     |         |

| Pl. | Frauschaft              | Sp | G  | U | V  | Tore   | Diff. | Pkte.   |
| --- | ----------------------- | -- | -- | - | -- | ------ | ----- | ------- |
| 1.  | FC Lyon                 | 22 | 15 | 4 | 3  | 60:15  |       | 34:10   |
| 2.  | Toulouse OAC (N)        | 22 | 14 | 4 | 4  | 55:21  | +34 b | 32:12   |
| 3.  | Juvisy FCF (TV)         | 22 | 14 | 4 | 4  | 68:18  | +50 b | 32:12   |
| 4.  | CS Saint-Brieuc         | 22 | 13 | 4 | 5  | 54:26  |       | 30:14   |
| 5.  | FCF Hénin-Beaumont      | 22 | 12 | 5 | 5  | 54:24  |       | 29:15   |
| 6.  | ASJ Soyaux              | 22 | 11 | 6 | 5  | 42:30  |       | 28:16   |
| 7.  | VGA Saint-Maur          | 22 | 10 | 3 | 9  | 29:22  |       | 23:21   |
| 8.  | ASPTT Strasbourg        | 22 | 6  | 5 | 11 | 43:33  |       | 17:27   |
| 9.  | JS Poissy               | 22 | 5  | 4 | 13 | 23:51  |       | 11:33 c |
| 10. | US Orléans (N)          | 22 | 4  | 4 | 14 | 24:61  |       | 09:35 c |
| 11. | FCF Condé-s/Noireau     | 22 | 2  | 3 | 17 | 17:107 |       | 07:37   |
| 12. | Paris Saint-Germain (N) | 22 | 2  | 2 | 18 | 16:77  |       | 06:38   |

In dieser Spielzeit herrschte insofern eine relativ große Leistungsdichte, als gleich sechs Teams – mithin die halbe Liga – in der Abschlusstabelle die Spitzengruppe bildeten. Zu dieser Ausgeglichenheit trug auch bei, dass keine dieser Frauschaften eine besondere Heimstärke aufwies; vielmehr waren diese sämtlich auswärts erfolgreicher als vor eigenem Publikum und holten jeweils mehr als die Hälfte ihrer Siege auf gegnerischen Plätzen (Lyon neun bei lediglich einer Niederlage in Poissy, Toulouse und Juvisy je acht, Saint-Brieuc und Hénin-Beaumont je sieben, Soyaux sechs). Auch insgesamt gab es in diesem Jahr deutlich mehr Auswärts- als Heimsiege (62 gegenüber 46).
Von den Aufsteigern überraschte Toulouse mit dem Gewinn der Vizemeisterschaft, während Orléans und Paris SG postwendend in die zweite Division zurückkehren mussten. Begleitet wurden sie von den Frauen des normannischen „Dorfvereins“ aus Condé-sur-Noireau, die sich mit im Mittel fünf Gegentreffern pro Begegnung als „Schießbude der Liga“ herausstellten und mehr als doppelt so viele Tore wie in der vorigen Saison kassiert hatten.

Die Punktabzüge, mit denen der französische Fußballverband Vereine sanktionierte, die noch keine breitere Basis im Frauen-Nachwuchsbereich geschaffen hatten, wirkten sich nicht auf die Platzierungen und die Abstiegsentscheidung aus. Zur folgenden Saison stiegen der SC Caluire Saint-Clair, die US Le Mans und Olympique Saint-Memmie in die höchste Spielklasse Frankreichs auf.